# Vegetarisk mad
Vegetarisk cuisine henviser til mad, som har vegetartiske standarder ved at udelukke kød og dyrevævsprodukter. I lakto-ovo-vegetarisme (den mest almindelige slags vegetarisme i Vesten) tillades æg og mejeriprodukter som mælk og ost. Den strengeste slags vegetarisme er veganisme og frugtarisme, som udelukker alle dyreprodukter som mejeriprodukter og honning og selv sukker, der er filtreret og bleget/renset med knogler fra dyr. 
Vegetarisk mad kan klassificeres i adskillige typer:
- Traditionel mad, der altid har været vegetarisk (korn/fibre, frugt, grøntsager, nødder, osv.)
- Sojaprodukter som tofu og tempeh er normale proteinkilder.
- Vævet grøntsagprotein lavet af affedtet sojamel, der ofte bruges i chili- og burgeropskrifter frem for kød.
- Køderstatning, der efterligner kødens smag, væv og udseende og som ofte bruges i opskrifter, som normalt indeholder kød. Veganere er nødt til at bruge æg- og mejerierstatninger.